# ゲオバクター属
ゲオバクター属（ジオバクター属）は、鞭毛を持つグラム陰性嫌気性桿菌。ゲオバクター科に属し、その基準属である。基準種はゲオバクター・メタルリレドゥレンス。名称は大地の桿菌を意味する。
土壌に生息し、鉄(III)イオンを還元することで酢酸を酸化して二酸化炭素とすることでエネルギーを得る鉄還元菌の一種。ゲオバクター・スルフレドゥセンスと硝酸還元菌ウォリネラ・スシノゲネスを共培養したところ、ゲオバクターによって生産された水素が効率的に消費されて酢酸の代謝能力が高まった。また、ゲオバクター・スルフレドゥセンスとチオバシラス・デニトリフィカンスとマグネタイトを添加して共培養を行ったところ、ゲオバクターの作り出した電子がマグネタイトを通してチオバシラスに利用される現象が確認され、微生物燃料電池に利用できる可能性が示唆されている。また、金属イオンを還元することからバイオレメディエーションへの利用も研究されている。